# Fåfjorden
Fåfjorden er en delfjord af Nordfjord langs kommunegrænsen mellem Vågsøy og Bremanger i Vestland fylke i Norge. Fjorden ligger syd for Nordfjords andet indløb  syd for Husevågøy og nord for Bremangerlandet, og strækker sig cirka 10 kilometer fra vest til øst.
Det vestlige indløb ligger mellem Eikholmene i nord og Nyken i syd. Det meste af fjorden har bratte fjeldsider uden bebyggelser. Øst i fjorden ligger derimod Oldeide på sydsiden, og derfra går der færge nordover til Husevågøy og Måløy. Længst mod øst går fjorden på sydsiden af Gangsøya og ender ved Rugsundøya. Der går Skatestraumen mod sydøst til Frøysjøen. 
Fra Oldeide og mod øst går fylkesvei 616 langs sydsiden af fjorden.